# Michael Logue
Michael Logue, irski rimskokatoliški duhovnik, škof in kardinal, * 1. oktober 1840, Duringings, † 19. november 1924, Armagh.

## Življenjepis
Decembra 1866 je prejel duhovniško posvečenje.
13. maja 1879 je bil imenovan za škofa Raphoeja in 20. julija istega leta je prejel škofovsko posvečenje.
19. aprila 1887 je postal nadškof pomočnik Armagha in naslovni nadškof Anazarbusa; 3. decembra istega leta je nasledil nadškofovski položaj.
16. januarja 1893 je bil povzdignjen v kardinala in imenovan za kardinal-duhovnika S. Maria della Pace.